# Autoroute A-45 (Espagne)
Pour les articles homonymes, voir A45.
L'autoroute espagnole A-45, appelée aussi Autovía de Málaga, est une autoroute qui relie Cordoue à Malaga.
Elle permet de relier directement Madrid et le nord de l'Espagne à Malaga et la Costa del Sol. Elle va être doublée par l'AP-46 une fois que celle-ci sera construite.

## Tracé
- L'autoroute débute au sud de Cordoue où elle se détache de l'A-4 (Madrid - Séville).
- Elle poursuit son chemin vers le sud où elle bifurque avec l'A-92 (Séville - Almeria). Alors qu'à hauteur de Antequera, vient se connecter la A-92M, antenne de Málaga de l'A-92 qui la relie directement Grenade.
- L'A-45 arrive au Porte de las Pedrizas en direction de la Costa del Sol pour finir par se connecter à l'A-7 qui contourne Málaga par le nord.

## Sorties
- Échangeur autoroutier entre A-4 (Madrid, Ciudad Real et Cordoue-sud ou Séville), A-45 et  CO-32  (aéroport de Cordoue)
- 5 : Pinilla
- 16 : Fernán Núñez-nord ( N-331 )
- 27 : Fernán Núñez-sud - La Rambla - Montilla ( N-331 )
- 36 : Aguilar de la Frontera - Montilla ( N-331 )
- 40 : Aguilar de la Frontera - Puente Genil ( A-304 )
- 49 : Monturque - Lucena ( N-331 )
- 51 :  Aire de service de Lucena (dans les deux sens)
- 56  Échangeur autoroutier entre A-45 et  A-318  : Puente Genil - Estapa - Séville A-92  ou Alcaudete - Jaen -Ubeda
- 62 : Lucena Sud ( N-331 )
- 72 : Encinas Reales ( N-331a )
- 76 : Benameji ( N-331 )
- 79 : El Tejar ( N-331 )
- 82 : El Tejar ( N-331 ), Cuevas Bajas ( A-7300 )
- 86 : Cuevas Bajas ( N-331 ), Alameda ( MA-6414 ) et  Villanueva de Algaidas ( MA-6415 )
- 92 : Antequera Nord - Centre Logistique d'Antequera ( N-331 )
- 98  Échangeur autoroutier entre A-45 et  A-92  (Antequera-ouest et Séville ou Grenade, Guadix et Almeria)
- 102 : Antequera Est ( A-7282 )
- 107 : Zone Industrielle d'Antequera ( N-331 )
- 110 :  Aire de service Antequera (dans les deux sens)
- 114/115 : Colmenar - Villanueva de Cauche - Villanueva de Conception
- 114  Échangeur autoroutier entre A-45 et  A-92M  (de et vers Malaga) : Grenade - Guadix - Almeria)
- 116  Échangeur autoroutier entre A-45 et AP-46 (de et vers Cordoue) : Malaga - Torremolinos
- 119 :  Aire de service San Javier (dans les deux sens)
- 123 : Casabermeja ( MA-3404 ), Colmenar - Vélez-Malaga ( A-356 )
- 124 : Casabermeja ( MA-3100 )
- 127
- Tunnels de Casabermeja
- 130/132
- 134 : Lagar de Cotrina - Casas de Valladares
- 136 :  Aire de service Madese - Las Perdridas (dans les deux sens)
- 140 : Pantano del Agujero
- 142  Échangeur autoroutier entre A-7 et A-45 : Málaga-est - Motril - Almeria ou Malaga-ouest - Port de Malaga - Aéroport de Malaga - Torremolinos - Marbella - Algésiras
- Avenida de Jacinto Benavente, entrée de Malaga

### Référence
- Nomenclature